# Glasbläser

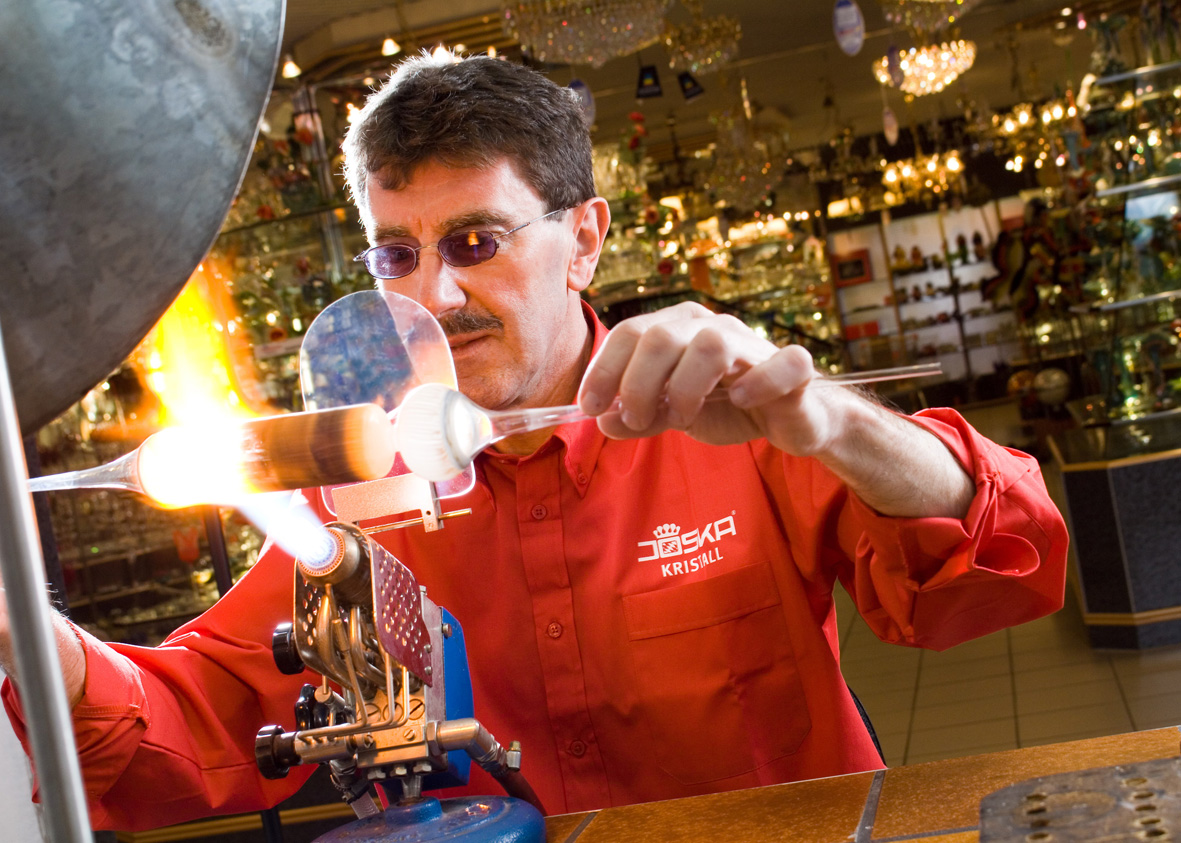
Apparate-Glasbläser bei der Arbeit

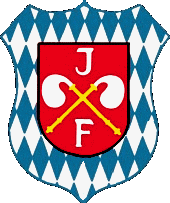
Wappen von Jakobsthal (Heigenbrücken)

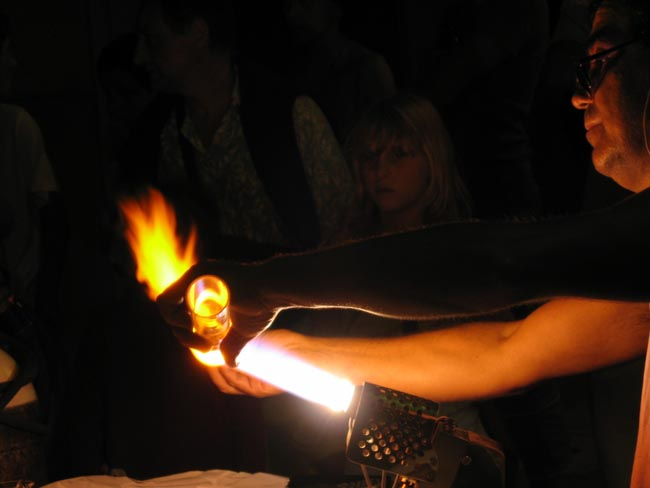
Glasbläser am Zenitbrenner

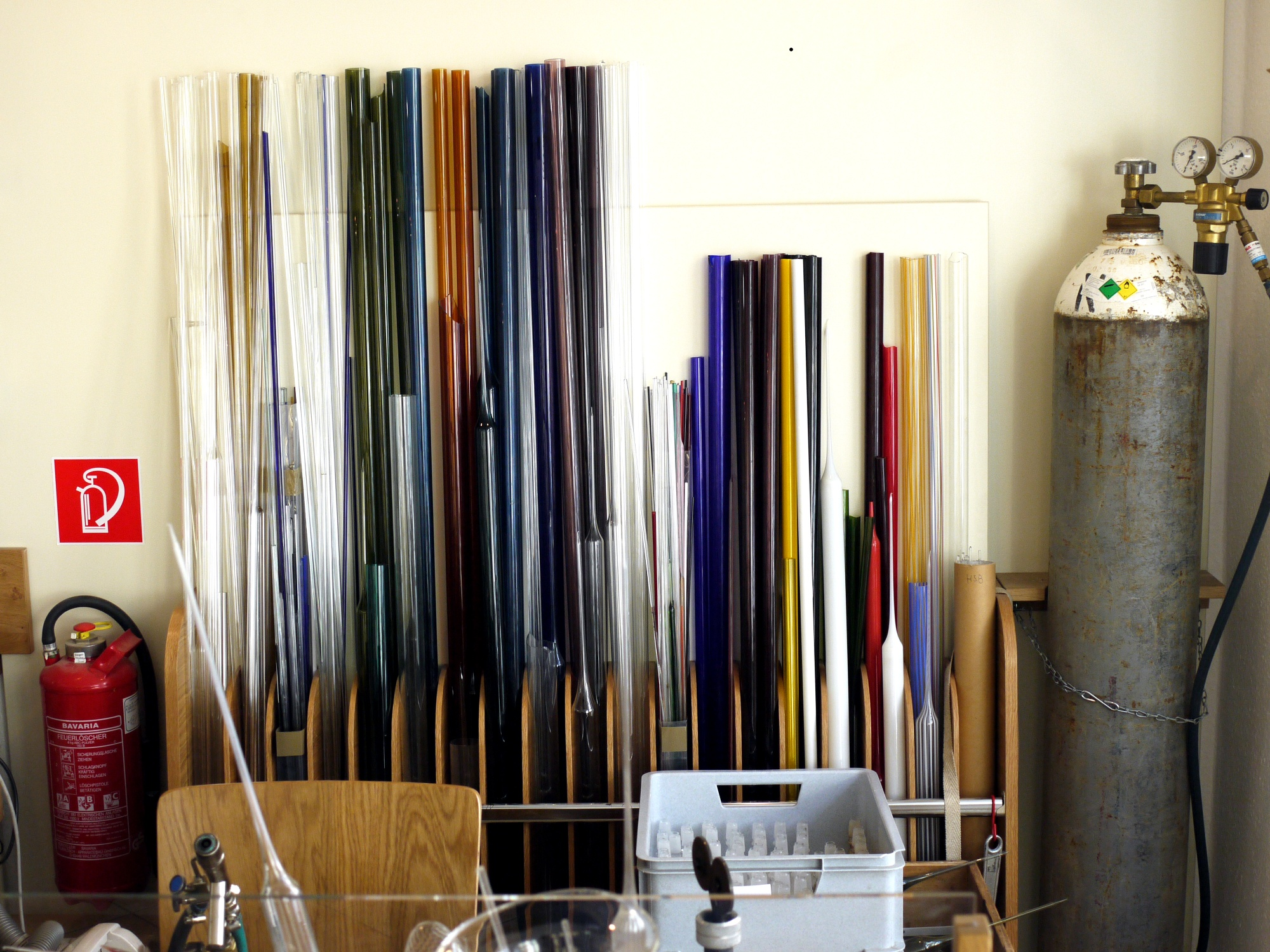
Werkstatt eines Kunstglasbläsers

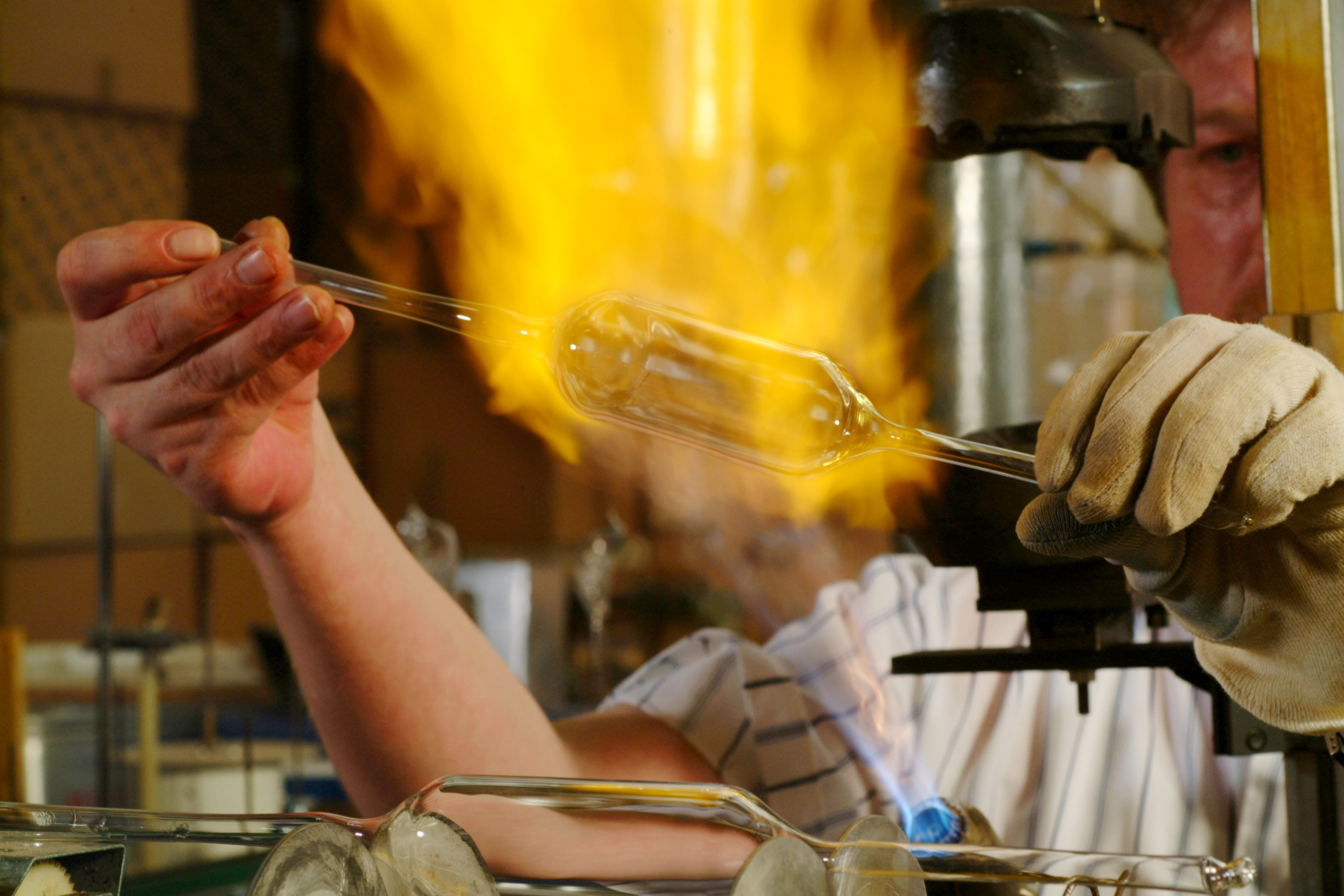
Kunstglasbläserei in Lauscha

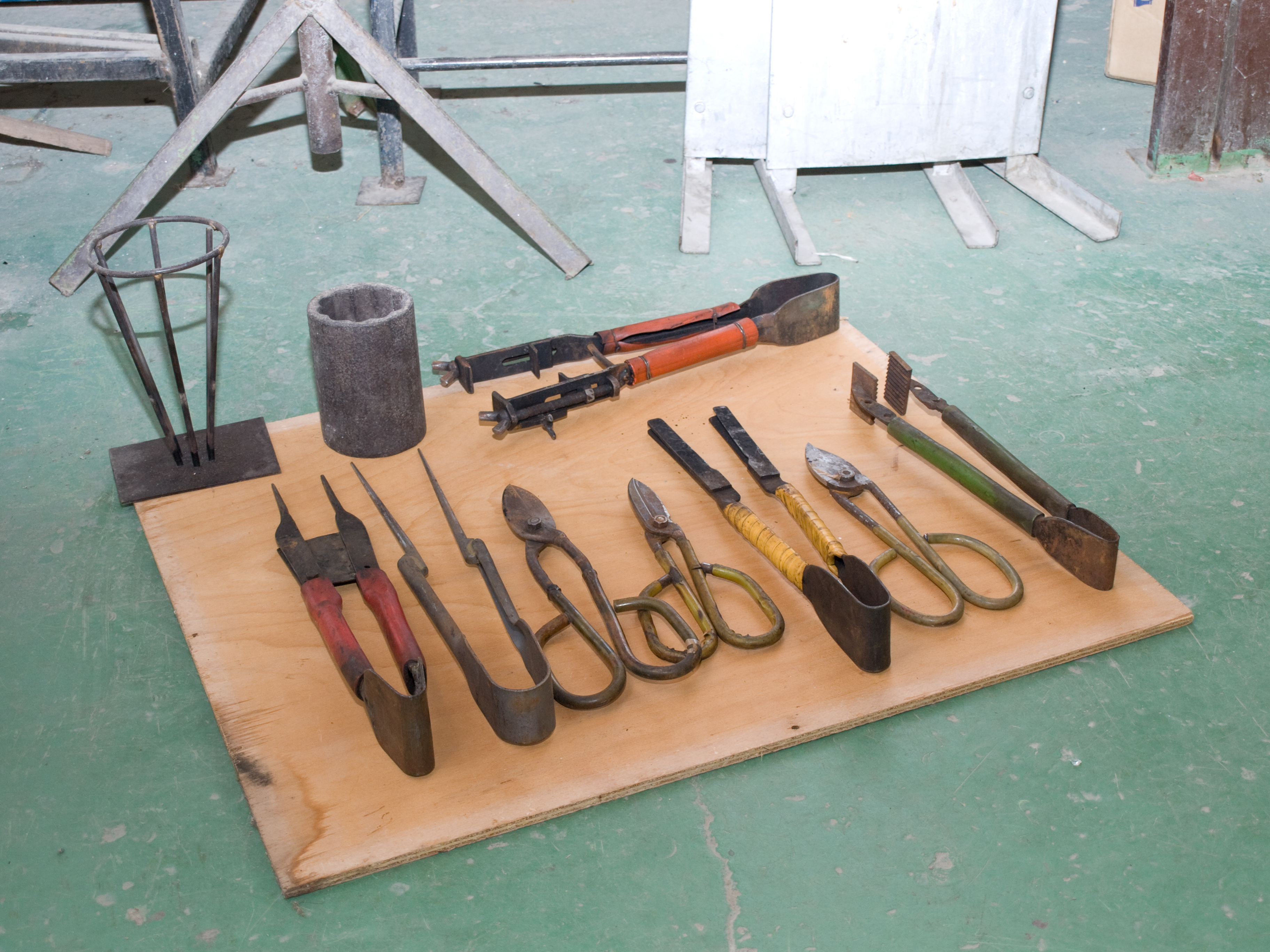
Verschiedene Werkzeuge der Glasbläser

Glasbläser fertigen in einer Glasbläserei aus Halbfabrikaten, den Glasröhren und Glasstäben, künstlerische Gebrauchs- und Dekorationsgegenstände, Neonröhren für Lichtreklame, Thermometer, Laborgeräte und kleine Gefäße. Der Schwerpunkt liegt bei der Gestaltung. Im Unterschied zum Glasmacher, der ebenfalls Glas bläst, arbeitet der Glasbläser „vor der Lampe“, also am offenen Brenner.

## Geschichte
Das Glasblasen vor der Lampe hat seinen Namen von einer Öllampe mit Blasebalg, mit deren Hilfe früher Glasstäbe erhitzt wurden, um das auf diese Weise erweichte Glas zu Perlen, Figürchen und allerlei anderen dekorativen Objekten formen zu können. Im 17. Jahrhundert hatten die Italiener diese Technik schon zur Meisterschaft entwickelt. Die Öllampe ist zwar längst durch den Gas(gebläse)brenner ersetzt worden, aber der Name hat sich erhalten.
Die heute verwendeten Geräte, die mit Druckluft und Sauerstoff betrieben werden, lassen Temperaturen bis 2500 Grad Celsius zu. Dieser Fortschritt ermöglicht auch dem Künstler neue Möglichkeiten. Durch gesteuerte Zufuhr von Druckluft und Sauerstoff kann er nicht nur die Temperatur variieren, sondern die Flamme so beeinflussen, dass entweder eine oxidierende oder reduzierende Wirkung entsteht, was wiederum zu unterschiedlichen chemischen Reaktionen der verwendeten Hilfsstoffe – Metallsalze und -oxide – und damit zu jeweils verschiedenen Oberflächenwirkungen führt. Hinzu kommt das Aufschmelzen farbiger Glasbrösel und -fäden, was dem Lampenglasbläser eine fast unbegrenzte Palette von Möglichkeiten eröffnet. Das Verhalten verschiedener Glassorten und chemischen Substanzen in der Flamme will sorgfältig erprobt sein; oft sind lange Versuchsreihen mit wechselnden Mischungsverhältnissen nötig, ehe das gewünschte Resultat erreicht ist.
Im Dezember 2015 verkündete die Kultusministerkonferenz in Deutschland, dass die manuelle Glasfertigung als Kulturform in das bundesweite Verzeichnis des immateriellen Kulturerbes aufgenommen wird. Am 11. März 2016 erfolgte die Auszeichnung im Sinne des Übereinkommens zur Erhaltung des Immateriellen Kulturerbes der UNESCO.

## Ausbildung
Der Beruf des Glasbläsers ist ein anerkannter Ausbildungsberuf, spezialisiert in verschiedenen Fachrichtungen, wie Glasapparatebau, Kunstglasgestaltung, Christbaumschmuck, Kunstaugenherstellung etc. Die Ausbildung dauert i. d. R. drei Jahre. In der Bundesrepublik Deutschland war die damalige Fachakademie Glas, heute Berufsfachschule Glas in Lauscha federführend bei der bundesweiten Anerkennung des Ausbildungsberufes, die 1991 festgeschrieben werden konnte.

## Fachrichtungen
Man unterscheidet verschiedene Fachrichtungen (manche werden nicht mehr als Lehrberuf angeboten)
- Apparateglasbläser
- Glasinstrumentenmacher (später Glasapparatebauer)
- Glasapparatebauer
- Glasbläser – Augenprothetik (Ocularist)
- Glasbläser – Baumschmuckbläser
- Glasbläser – Baumschmuckveredler
- Glasbläser – Glasgerätejustierer
- Glasbläser – Glasgestalter
- Glasbläser – Thermometerbläser
- Glasbläser – Tieraugenformer
- Neonglasbläser

## Arbeitsmittel des Glasbläsers
- Tisch-, Hand- oder Langbrenner (Flöte) mit Gas- und Luftzufuhr, auch in Verbindung mit weiteren verbrennungsfördernden Gasen wie z. B. Sauerstoff
- Kohle- oder Metallauftreiber
- Kohleplatte/Normkohle
- Glasschneider
- Drehbank
- Pinzette
- spezielle Didymium-Brille
- Dorn
- Blasschlauch
- Strukturzangen

## Heutige Bedeutung
Viele Forschungseinrichtungen und chemische Laboratorien beschäftigen heute Glasbläser für den Apparatebereich. Im Lauschaer Raum, Ilm-Kreis, Vogtland, in manchen Gebieten Frankens sowie in vielen anderen Teilen Deutschlands befinden sich noch selbständige Glasbläsereien, die auch für das Kunstgewerbe arbeiten.
Auch in Österreich, wie z. B. in Weißenstein in  Kärnten, und der Schweiz gibt es Kunstglas- sowie Glasapparatebläser.

## Film
- Uwe Kassai: Handwerkskunst! Wie man ein Glas bläst, SWR Fernsehen – Landesschau Rheinland-Pfalz vom  17. August 2018 (YouTube vom 26. November 2018)
- Die Glasbläserin